# Medmassa laurenti
Medmassa laurenti là một loài nhện trong họ Corinnidae.
Loài này thuộc chi Medmassa. Medmassa laurenti được Roger de Lessert miêu tả năm 1946.